# Liste der Einträge im National Register of Historic Places im Nantucket County

Lage des Nantucket County in Massachusetts

Die Liste der Einträge im National Register of Historic Places im Nantucket County in Massachusetts führt alle Bauwerke, National Historic Landmarks und historischen Stätten im Nantucket County auf, die in das National Register of Historic Places aufgenommen wurden.

## Legende
| NRHP | Historic Place             |
| NHL  | Historic Landmark          |
| NHLD | Historic Landmark District |

## Aktuelle Einträge
| [ 2 ] | Name                        | Bild           | Eintragsdatum                 | Lage                                     | Ort        | Beschreibung                                                                                          |
| ----- | --------------------------- | -------------- | ----------------------------- | ---------------------------------------- | ---------- | --- |
| 1     | Brant Point Light Station   | weitere Bilder | 28. Sep. 1987 ID-Nr. 94000813 | Brant pt. 41° 17′ 20″ N, 70° 5′ 34″ W    | Nantucket  | 1856 errichteter Leuchtturm an der Hafeneinfahrt.                                                     |
| 2     | Jethro Coffin House         | weitere Bilder | 24. Nov. 1968 ID-Nr. 68000019 | Sunset Hill 41° 17′ 15″ N, 70° 6′ 25″ W  | Nantucket  | Ältestes Haus der Insel.                                                                              |
| 3     | Nantucket Historic District | weitere Bilder | 13. Nov. 1966 ID-Nr. 66000772 | 41° 17′ 30″ N, 70° 4′ 4″ W               | Nantucket  | Der Distrikt umfasst die gesamte Insel sowie zusätzlich die kleineren Inseln Tuckernuck und Muskeget. |
| 4     | Sankaty Head Light          | weitere Bilder | 15. Okt. 1987 ID-Nr. 87002028 | Sankaty Head 41° 16′ 58″ N, 69° 58′ 9″ W | Siasconset | 1860 errichteter Leuchtturm im Osten der Insel.                                                       |

## Ehemalige Einträge
| [ 2 ] | Name            | Bild           | Eintragsdatum                 | Lage                        | Ort       | Beschreibung |
| ----- | --------------- | -------------- | ----------------------------- | --------------------------- | --------- | ------------ |
| 1     | Nantucket Light | weitere Bilder | 28. Apr. 1982 ID-Nr. 82005272 | 41° 23′ 25″ N, 71° 2′ 54″ W | Nantucket |              |